# Cottoidei
Die Cottoidei sind eine Unterordnung der Barschartigen (Perciformes). Sie besteht aus sechs Teilordnungen und wurde in diesem Umfang erst in der Anfang 2013 veröffentlichten Revision der Knochenfischsystematik durch Betancur-R. und Kollegen aufgestellt. Von den Teilordnungen wurden die Groppenverwandten (Cottales) in älteren Systematiken als Unterordnung Cottoidei (inklusive Skilfische (Anoplopomatidae), Grünlinge (Hexagrammidae) und heutige Zaniolepididae) der Ordnung der Drachenkopfartigen oder Panzerwangen (Scorpaeniformes) zugeordnet, die Aalmutterverwandten (Zoarcales) hatten unter der Bezeichnung Zoarcoidei den Rang einer Unterordnung in der Ordnung der Barschartigen und die Stichlingsartigen (Gasterosteales) waren als Gasterosteiformes eine eigenständige Ordnung.
Die nahe Verwandtschaft von Groppen- und Aalmutterverwandten und die Polyphylie der Scorpaeniformes wurde schon vor etwa zehn Jahren durch vergleichende morphologische Untersuchungen festgestellt, die Verwandtschaft der Stichlingsartigen mit den beiden anderen beiden Gruppen später durch molekulargenetische Vergleiche ermittelt.
Der Lebensraum der Cottoidei sind vor allem die kühlen Meere der nördlichen Erdhalbkugel. Nur die meisten Stichlinge und fast alle Arten der Groppen (Cottidae) kommen in Süßgewässern vor.

## Merkmale
Zu den Cottoidei gehören vor allem langgestreckte Bodenbewohner. Insgesamt geben die japanischen Ichthyologen Imamura & Yabe 13 Synapomorphien für ein Taxon aus Groppen und Verwandte und Aalmutterverwandten an. Dazu gehören:
- Parasphenoid und Pterosphenoid, zwei Schädelknochen, sind zusammengewachsen.
- Sechs Branchiostegalstrahlen.
- Das dritte Epibranchiale (Knochenstütze des oberen Astes des dritten Kiemenbogens) ist ohne Zahnplatte.
- Das seitliche Extrascapulare (ein Schädelknochen) besteht aus zwei Einzelknochen.
- Supraneuralia (Teile der Wirbel) fehlen.
- Die Flossenstrahlenträger (Pterygiophor) der Rückenflosse stehen einzeln in den Zwischenräumen zwischen den Neuralfortsätzen der Wirbel.
- In der Afterflosse fehlen Stachelstrahlen mit robusten Flossenträgern (Pterygiophoren).
- Eine Schwimmblase fehlt.
- Auf dem Scheitelbein (Parietale) ist das Sensorische System ohne Stacheln.

Die oben angegebenen morphologischen Merkmale gelten für ein Taxon aus Groppen- und Aalmutterverwandten, werden aber auch bei außerhalb stehenden Gruppen gefunden und könnten Synapomorphien eines höheren Taxons sein. Die Zuordnung der Stichlingsartigen zu den Cottoidei gründet sich vor allem auf molekulargenetische Untersuchungen.

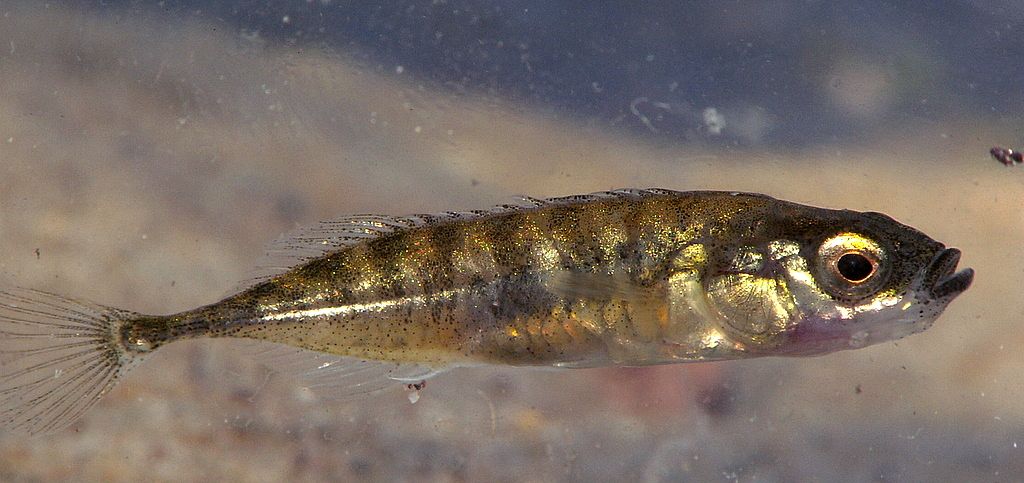
Neunstachliger Stichling (Pungitius pungitius)

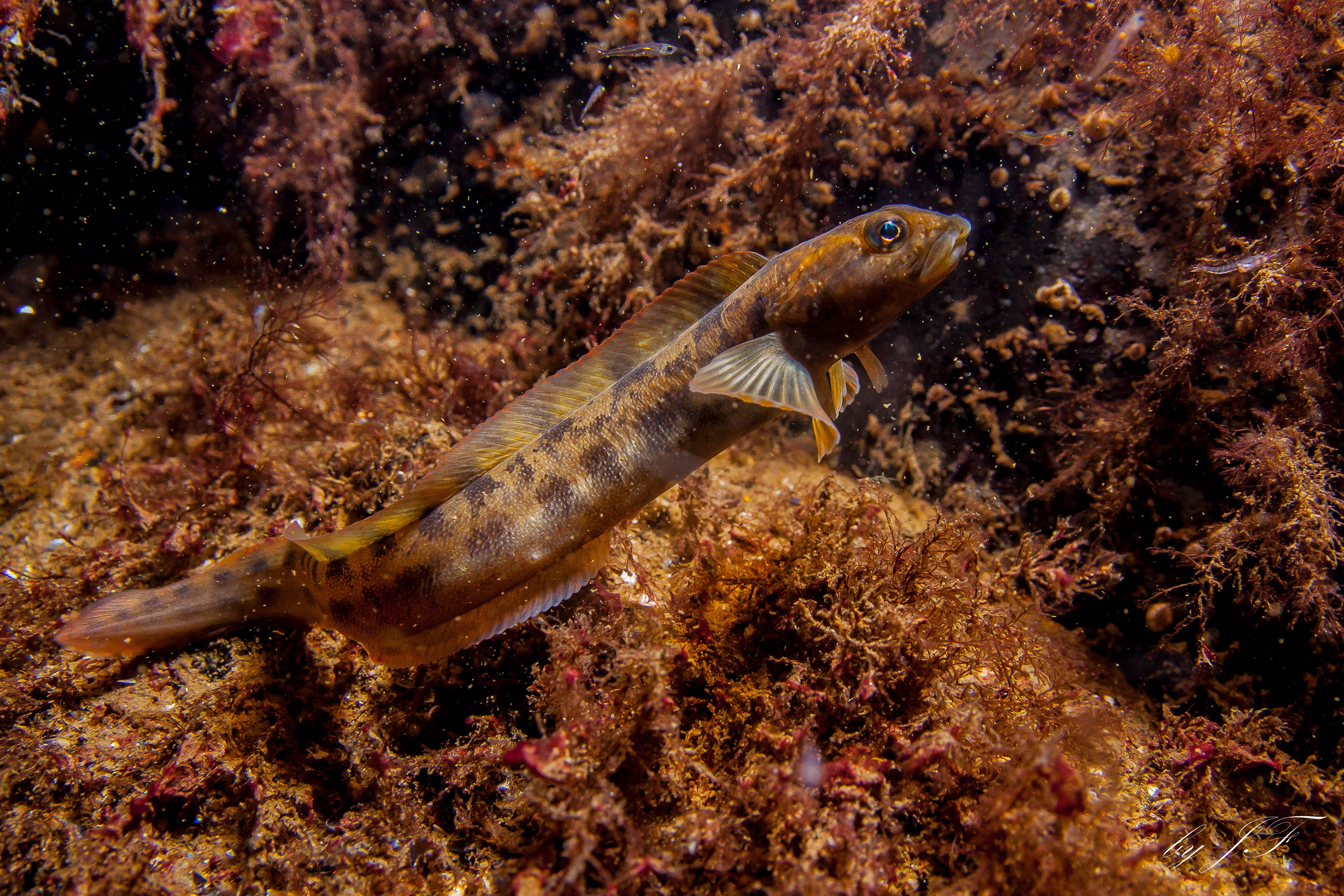
Aalmutter (Zoarces viviparus)

## Innere Systematik
- Teilordnung Anoplopomatales
  - Skilfische (Anoplopomatidae)
- Teilordnung Stichlingsartige (Gasterosteales)
  - Hypoptychidae
  - Aulorhynchidae
  - Stichlinge (Gasterosteidae)
- Teilordnung Aalmutterverwandte (Zoarcales)
  - Ronquils (Bathymasteridae)
  - Cebidichthyidae
  - Stachelrücken (Stichaeidae)
  - Zaproridae
  - Schiefmäuler (Cryptacanthodidae)
  - Schlangenstachelrücken (Lumpenidae)
  - Opisthocentridae
  - Butterfische (Pholidae)
  - Neozoarcidae
  - Seewölfe (Anarhichadidae)
  - Aalmuttern (Zoarcidae)
  - Eulophiidae
  - Ptilichthyidae
- Teilordnung Hexagrammales
  - Grünlinge (Hexagrammidae)
- Teilordnung Zaniolepidoales
  - Zaniolepididae
- Teilordnung Groppenverwandte (Cottales)[9]
  - Panzergroppen (Agonidae)
  - Groppen (Cottidae)
  - Seehasen (Cyclopteridae)
  - Jordaniidae
  - Scheibenbäuche (Liparidae)
  - Dickkopf-Groppen (Psychrolutidae)
  - Rhamphocottidae
  - Scorpaenichthyidae
  - Trichodontidae